# The Warlock of Firetop Mountain (videojuego)
The Warlock of Firetop Mountain es un juego de acción distribuido por Crystal Computing en 1984 para la computadora hogareña ZX Spectrum. Está basado vagamente en el librojuego de aventura del mismo nombre (el primero en la serie Fighting Fantasy) escrito por Steve Jackson e Ian Livingstone, y distribuido por Puffin Books en 1982.
El juego fue vendido tanto como un lanzamiento regular en forma de casete como una edición de «paquete de software» a un precio mayor, la cual incluía una copia del título original de Fighting Fantasy.

## Jugabilidad
Como juego de aventuras de arcade en tercera persona, el jugador asume el papel de un aventurero en una búsqueda para encontrar el tesoro de un poderoso brujo escondido en las profundidades de la montaña Firetop. El tesoro se encuentra guardado en un cofre con quince candados, con las llaves custodiadas por varios monstruos (como orcos, babosas y arañas) en las mazmorras de la montaña Firetop. El aventurero (equipado con un arco y una espada) deberá intentar recuperar las llaves con la característica añadida (no presente en su predecesor Halls of the Things) de poder abrir y cerrar puertas para bloquearle el paso a los monstruos. La jugabilidad varía con cada partida nueva ya que el laberinto es generado aleatoriamente.

## Desarrollo
The Warlock of Firetop Mountain fue anunciado en la revista número dos de Micro Adventurer, la cual distribuyó una característica en la expansión de la imprenta infantil de Penguin Books Puffin en el mercado de software de ciencia ficción con el videojuego The Warlock of Firetop Mountain, esperando emular el éxito del libro. El juego fue anunciado como el primero de la «colección Puffin de computadora personal» junto a otros tres títulos sin lanzar (basados en títulos de ciencia ficción del autor Peter K. McBride).
Puffin contrató a Crystal Computing, quienes habían desarrollado el juego de fantasía Halls of the Things, para crear el juego. El diseñador de juego Simon Brattel dijo que «terminamos haciéndolo prácticamente por accidente — simplemente, nos topamos con Steve Jackson, uno de los autores del libro, en Currys un día — empezamos a hablar, regresó, vio Halls y le gustó».
De acuerdo con un texto escondido dentro del código del juego, los desarrolladores solo tuvieron tres semanas para completar el proyecto. El arte de Peter Andrew Jones del título original fue usado en la portada del videojuego.
Puffin Books continuó brevemente la tendencia de adaptar los títulos de Fighting Fantasy en videojuegos, con los títulos previos de The Citadel of Chaos y The Forest of Doom siendo lanzados para ZX Spectrum y Commodore 64 respectivamente.

## Recepción
ZX Computing describió al juego simplemente como una «variación» de Halls of the Things, pero aclamó la inclusión del libro porque animaba a los niños a leer. Micro Adventurer también comentó las similitudes, afirmando que «es tan similar que sería inútil comprar ambos juegos».
La revista CRASH criticó la configuración de controles (la cantidad de teclas y la decisión del desarrollador de usar las teclas horizontalmente adyacentes N y M para mover al personaje arriba y abajo), pero también elogió al juego por ser menos difícil y confuso, y con mejores gráficos. Computer and Video Games se decepcionó por sentir que el juego tenía poco parecido con el título original de Fighting Fantasy.